# Amphidiscophora
Amphidiscophora is een onderklasse binnen de  stam van de Porifera (sponzen).

## Orde
- Amphidiscosida